# 亞格尼亞京
49°45′29″N 29°17′52″E / 49.75806°N 29.29778°E

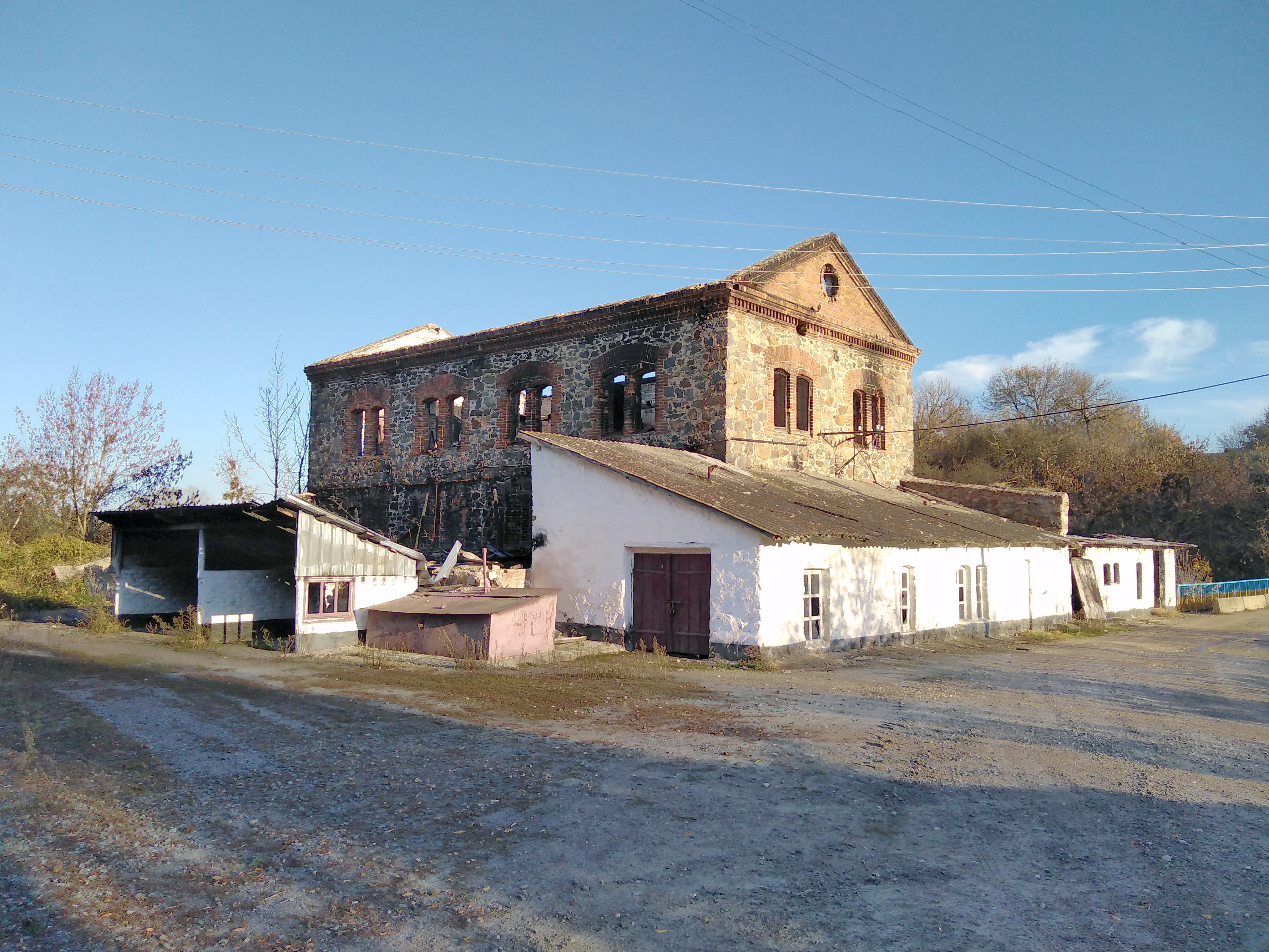

亞格尼亞京（烏克蘭語：Ягнятин），是烏克蘭北部的村莊，隸屬日托米爾州的別爾季切夫區。該村始建於1611年，面積2.9平方公里，海拔高度222米，2001年人口1,212，人口密度每平方公里418.22人。